# Parma Calcio 1913 2020-2021
Questa voce raccoglie le informazioni riguardanti il Parma Calcio 1913 nelle competizioni ufficiali della stagione 2020-2021.

## Stagione

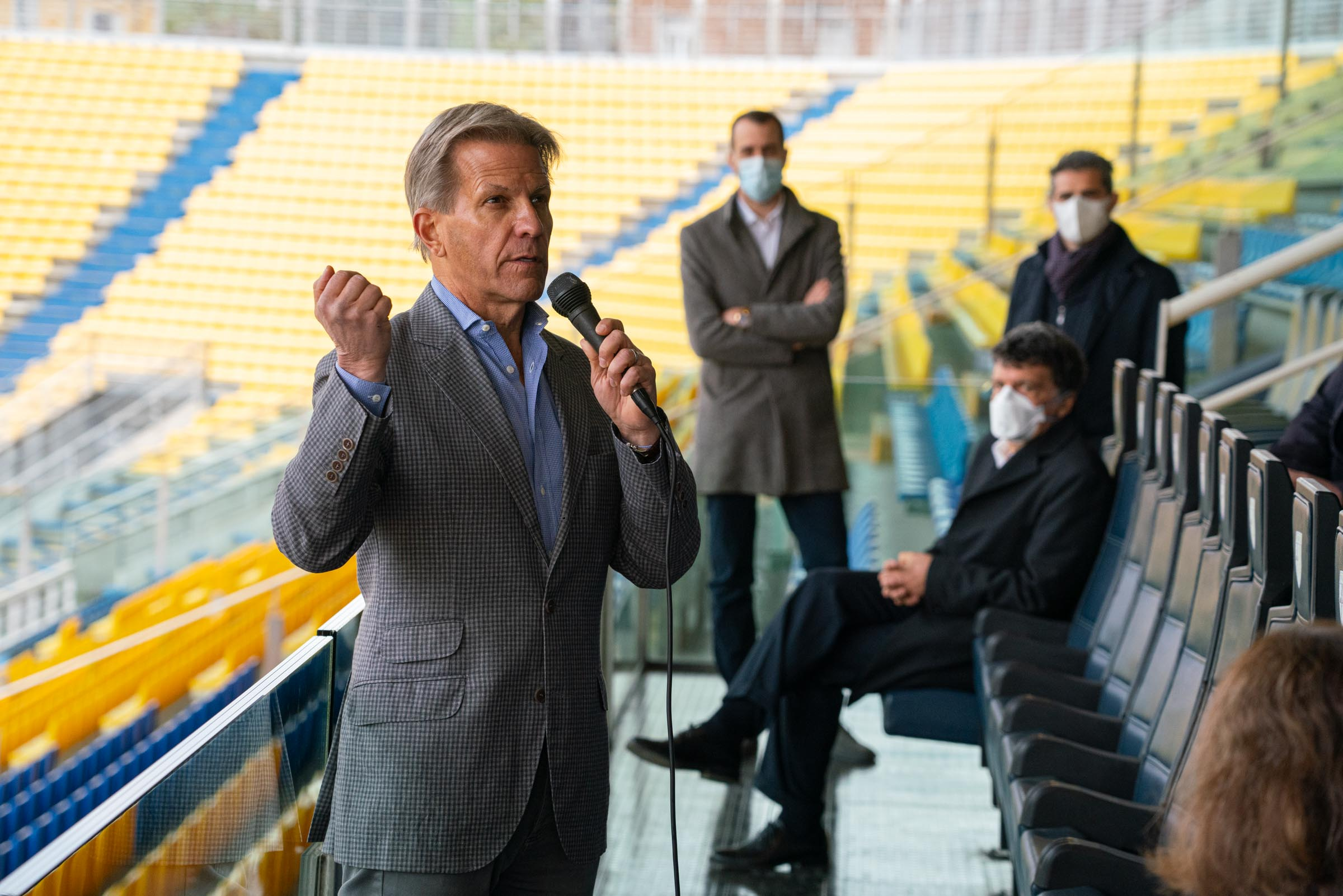
Kyle Krause, presidente del Parma dal settembre 2020.

La stagione 2020-2021 dei gialloblu inizia con l'ufficialità del nuovo presidente statunitense Kyle Krause. Inoltre, viene sostituito l'allenatore Roberto D'Aversa con Fabio Liverani, reduce dalla retrocessione in Serie B del Lecce.
Il campionato inizia male, con la sconfitta interna 0-2 contro il Napoli. I ducali perdono ancora, 4-1 col Bologna, per poi ottenere la prima vittoria, alla terza giornata 1-0 contro il Verona al Tardini. Da lì, inizia una striscia negativa, interrotta il 30 novembre 2020 dal successo esterno per 1-2 contro il Genoa. Dopo un buon pareggio contro il Milan, arriva un'altra serie negativa, inaugurata dalla pesante sconfitta interna per 0-4 contro la Juventus, seguita dai rovesci contro Crotone e Torino rispettivamente 2-1 e 0-3, entrambe nella zona pericolosa della classifica. Il Parma chiude il girone di andata al 19º posto, con 13 punti.
Il 3 maggio 2021, in seguito alla sconfitta per 1-0 contro il Torino, la squadra retrocede matematicamente in Serie B con quattro giornate d'anticipo. Chiude la stagione all'ultimo posto, dopo una serie di nove rovesci consecutivi nelle ultime nove di campionato.
In una stagione stregata, per cinque volte il Parma non riesce a vincere dopo essere stato in vantaggio di due gol (Inter, Milan, Udinese, Spezia, Cagliari), per cinque volte subisce il pareggio dopo il 90' (Inter, Milan, Sassuolo, Fiorentina, Cagliari) e ancora per cinque volte perde dopo essere stato in vantaggio (Udinese, Verona, Genoa, Juventus, Cagliari). Emblematico lo scontro salvezza a Cagliari, in cui tutti questi eventi succedono in una partita: in vantaggio 0-2 e 1-3, e ancora in vantaggio 2-3 al 90', il Parma subisce due reti nei minuti di recupero per il 4-3 finale a favore del Cagliari.

## Divise e sponsor
Il fornitore tecnico per la stagione 2020-2021 è Erreà
Gli sponsor di maglia sono i seguenti:
- Cetilar, il cui marchio appare al centro delle divise
- Old Wild West, sulla parte destra del petto
- Fratelli Beretta (sul retro) col brand "Viva la Mamma"
- Canovi Coperture, sulla manica sinistra

| Casa | Trasferta versione gialla | Trasferta versione blu | Terza divisa |

## Rosa
| N. |                        | Ruolo | Calciatore             |
| -- | ---------------------- | ----- | ---------------------- |
| 1  | Italia (bandiera)      | P     | Luigi Sepe             |
| 2  | Italia (bandiera)      | D     | Simone Iacoponi        |
| 3  | Italia (bandiera)      | D     | Giuseppe Pezzella      |
| 4  | Ungheria (bandiera)    | D     | Botond Balogh          |
| 5  | Italia (bandiera)      | C     | Matteo Scozzarella     |
| 5  | Italia (bandiera)      | D     | Andrea Conti           |
| 7  | Svezia (bandiera)      | D     | Riccardo Gagliolo      |
| 8  | Italia (bandiera)      | C     | Alberto Grassi         |
| 9  | Italia (bandiera)      | A     | Graziano Pellè         |
| 10 | Francia (bandiera)     | A     | Yann Karamoh           |
| 11 | Danimarca (bandiera)   | A     | Andreas Cornelius      |
| 13 | Italia (bandiera)      | D     | Mattia Bani            |
| 14 | Slovenia (bandiera)    | C     | Jasmin Kurtić          |
| 15 | Uruguay (bandiera)     | C     | Gastón Brugman         |
| 16 | Francia (bandiera)     | D     | Vincent Laurini        |
| 17 | Italia (bandiera)      | C     | Jacopo Dezi            |
| 17 | Paesi Bassi (bandiera) | A     | Joshua Zirkzee         |
| 18 | Francia (bandiera)     | C     | Wylan Cyprien          |
| 19 | Svizzera (bandiera)    | C     | Simon Sohm             |
| 20 | Grecia (bandiera)      | D     | Vasileios Zagaritīs    |
| 21 | Albania (bandiera)     | D     | Kastriot Dermaku       |
| 21 | Italia (bandiera)      | A     | Gabriele Artistico     |
| 22 | Portogallo (bandiera)  | D     | Bruno Alves (capitano) |

| N. |                           | Ruolo | Calciatore              |
| -- | ------------------------- | ----- | ----------------------- |
| 23 | Brasile (bandiera)        | C     | Hernani                 |
| 24 | Venezuela (bandiera)      | D     | Yordan Osorio           |
| 26 | Italia (bandiera)         | A     | Luca Siligardi          |
| 27 | Costa d'Avorio (bandiera) | A     | Gervinho                |
| 28 | Romania (bandiera)        | A     | Valentin Mihăilă        |
| 29 | Belgio (bandiera)         | D     | Daan Dierckx            |
| 30 | Argentina (bandiera)      | D     | Lautaro Valenti         |
| 31 | Italia (bandiera)         | D     | Giacomo Ricci           |
| 32 | Argentina (bandiera)      | C     | Juan Brunetta           |
| 33 | Slovacchia (bandiera)     | C     | Juraj Kucka             |
| 34 | Italia (bandiera)         | P     | Simone Colombi          |
| 35 | Costa d'Avorio (bandiera) | A     | Chaka Traorè            |
| 36 | Italia (bandiera)         | D     | Matteo Darmian          |
| 37 | Costa d'Avorio (bandiera) | C     | Drissa Camara           |
| 39 | Ungheria (bandiera)       | C     | Márk Kosznovszky        |
| 41 | Italia (bandiera)         | C     | Hans Nicolussi Caviglia |
| 42 | Belgio (bandiera)         | D     | Maxime Busi             |
| 45 | Italia (bandiera)         | A     | Roberto Inglese         |
| 77 | Italia (bandiera)         | P     | Filippo Rinaldi         |
| 93 | Italia (bandiera)         | A     | Mattia Sprocati         |
| 98 | Romania (bandiera)        | A     | Dennis Man              |
| 99 | Italia (bandiera)         | A     | Andrea Adorante         |

## Calciomercato

### Sessione estiva(dal 01/09 al 05/10)
| Acquisti         | Acquisti                | Acquisti              | Acquisti                         |
| R.               | Nome                    | da                    | Modalità                         |
| ---------------- | ----------------------- | --------------------- | -------------------------------- |
| D                | Maxime Busi             | Charleroi             | definitivo (7,5 mln €)           |
| D                | Yordan Osorio           | Porto                 | definitivo (4 mln €)             |
| D                | Lautaro Valenti         | Lanús                 | prestito con obbligo di riscatto |
| C                | Juan Brunetta           | Godoy Cruz            | prestito con obbligo di riscatto |
| C                | Wylan Cyprien           | Nizza                 | prestito con obbligo di riscatto |
| C                | Hans Nicolussi Caviglia | Juventus              | prestito                         |
| C                | Simon Sohm              | Zurigo                | definitivo (6,5 mln €)           |
| A                | Valentin Mihăilă        | U Craiova             | definitivo (8,5 mln €)           |
| Altre operazioni |                         |                       |                                  |
| R.               | Nome                    | da                    | Modalità                         |
| P                | Fabrizio Alastra        | Pescara               | fine prestito                    |
| P                | Andrea Dini             | Avellino              | fine prestito                    |
| P                | Bartłomiej Maliszewski  | Jagiellonia           | definitivo                       |
| P                | Luigi Sepe              | Napoli                | definitivo (4,5 mln €)           |
| D                | Lorenzo Botturi         | Legnago               | fine prestito                    |
| D                | Vincenzo De Meio        | Messina               | fine prestito                    |
| D                | Michele Fornasier       | Trapani               | fine prestito                    |
| D                | Marcello Gazzola        | Empoli                | fine prestito                    |
| D                | Yves Kouadio            | Crema                 | fine prestito                    |
| D                | Alessandro Martella     | Pescara               | fine prestito                    |
| D                | Emmanuele Matino        | Cavese                | fine prestito                    |
| D                | Niccolò Monti           | Recanatese            | fine prestito                    |
| D                | Giuseppe Pezzella       | Udinese               | definitivo (6,45 mln €)          |
| D                | Giacomo Ricci           | Juve Stabia           | fine prestito                    |
| D                | Mamadou Togola          | Levico                | fine prestito                    |
| C                | Gabriele Carannante     | Pianese               | fine prestito                    |
| C                | Giuseppe Carriero       | Monopoli              | fine prestito                    |
| C                | Jacopo Dezi             | Virtus Entella        | fine prestito                    |
| C                | Abdou Diakhaté          | Lokeren               | fine prestito                    |
| C                | Emerson Espinoza        | Inter                 | fine prestito                    |
| C                | Alberto Grassi          | Napoli                | definitivo (6,9 mln €)           |
| C                | Hernani                 | Zenit San Pietroburgo | definitivo (4,5 mln €)           |
| C                | Jasmin Kurtić           | SPAL                  | definitivo (3,5 mln €)           |
| C                | Mateo Likaxhiu          | Sanremese             | svincolato                       |
| C                | José Machín             | Monza                 | fine prestito                    |
| C                | Martin Montipò          | Felino                | fine prestito                    |
| C                | Vincenzo Mustacciolo    | Ravenna               | fine prestito                    |
| C                | Lorenzo Simonetti       | Carpi                 | fine prestito                    |
| A                | Yves Baraye             | Gil Vicente           | fine prestito                    |
| A                | Walid Cheddira          | Lecco                 | fine prestito                    |
| A                | Alessio Da Cruz         | Sheffield Weds        | fine prestito                    |
| A                | Marco Frediani          | Sambenedettese        | fine prestito                    |
| A                | Francesco Golfo         | Potenza               | fine prestito                    |
| A                | Roberto Inglese         | Napoli                | definitivo (18 mln €)            |
| A                | Yann Karamoh            | Inter                 | definitivo (8 mln €)             |
| A                | Eric Lanini             | Como                  | fine prestito                    |
| A                | Salvatore Leotta        | Vigor Carpaneto       | fine prestito                    |
| A                | Sebastiano Longo        | Potenza               | fine prestito                    |
| A                | Manuel Nocciolini       | Ravenna               | fine prestito                    |
| A                | Fabian Pavone           | Pescara               | fine prestito                    |
| A                | Dario Šits              | Metta                 | definitivo                       |
| A                | Luca Zamparo            | Reggio Audace         | fine prestito                    |

| Cessioni         | Cessioni            | Cessioni       | Cessioni               |
| R.               | Nome                | a              | Modalità               |
| ---------------- | ------------------- | -------------- | ---------------------- |
| P                | Ionuț Radu          | Inter          | fine prestito          |
| D                | Matteo Darmian      | Inter          | prestito               |
| D                | Kastriot Dermaku    | Lecce          | prestito               |
| D                | Vasco Regini        | Sampdoria      | fine prestito          |
| C                | Antonino Barillà    | Monza          | definitivo             |
| C                | Dejan Kulusevski    | Juventus       | fine prestito          |
| A                | Gianluca Caprari    | Sampdoria      | fine prestito          |
| A                | Luca Siligardi      | Crotone        | prestito               |
| Altre operazioni |                     |                |                        |
| R.               | Nome                | a              | Modalità               |
| P                | Fabrizio Alastra    | Pescara        | prestito               |
| D                | Lorenzo Botturi     | Ambrosiana     | svincolato             |
| D                | Vincenzo De Meio    |                | svincolato             |
| D                | Michele Fornasier   | Cremonese      | definitivo             |
| D                | Marcello Gazzola    |                | fine carriera          |
| D                | Michele Laraspata   | Bisceglie      | prestito               |
| D                | Matteo Lucarelli    | Foggia         | prestito               |
| D                | Alessandro Martella | Fano           | prestito               |
| D                | Emmanuele Matino    | Cavese         | definitivo             |
| D                | Niccolò Monti       | Fano           | prestito               |
| D                | Mamadou Togola      | Recanatese     | prestito               |
| C                | Gabriele Carannante | Legnago        | prestito               |
| C                | Abdou Diakhaté      | Gorica         | svincolato             |
| C                | Emerson Espinoza    | Inter          | definitivo             |
| C                | José Machín         | Monza          | definitivo (4 mln €)   |
| C                | Martin Montipò      |                | svincolato             |
| C                | Stefano Palmucci    | Triestina      | prestito               |
| C                | Lorenzo Simonetti   | Pistoiese      | prestito               |
| A                | Yves Baraye         | Gil Vicente    | definitivo             |
| A                | Walid Cheddira      | Mantova        | prestito               |
| A                | Alessio Da Cruz     | Groningen      | prestito               |
| A                | Marco Frediani      | Alessandria    | definitivo             |
| A                | Francesco Golfo     | Juve Stabia    | prestito               |
| A                | Eric Lanini         | Novara         | prestito               |
| A                | Salvatore Leotta    | Biancavilla    | prestito               |
| A                | Sebastiano Longo    | Fano           | prestito               |
| A                | Davide Mastaj       |                | svincolato             |
| A                | Manuel Nocciolini   | Sambenedettese | prestito               |
| A                | Fabian Pavone       | Carrarese      | prestito               |
| A                | Luca Zamparo        | Reggiana       | definitivo (0,3 mln €) |

### Sessione invernale(dal 04/01 al 01/02)
| Acquisti         | Acquisti             | Acquisti       | Acquisti      |
| R.               | Nome                 | da             | Modalità      |
| ---------------- | -------------------- | -------------- | ------------- |
| D                | Mattia Bani          | Genoa          | prestito      |
| D                | Andrea Conti         | Milan          | prestito      |
| D                | Daan Dierckx         | Genk           | definitivo    |
| D                | Vasileios Zagaritīs  | Panathīnaïkos  | definitivo    |
| A                | Dennis Man           | FCSB           | definitivo    |
| A                | Graziano Pellè       |                | svincolato    |
| A                | Joshua Zirkzee       | Bayern Monaco  | prestito      |
| Altre operazioni |                      |                |               |
| R.               | Nome                 | da             | Modalità      |
| D                | Michele Laraspata    | Bisceglie      | fine prestito |
| D                | Matteo Lucarelli     | Foggia         | fine prestito |
| C                | Djoseph Bangala      | AIK            | definitivo    |
| C                | Gabriele Carannante  | Legnago        | fine prestito |
| A                | Francesco Golfo      | Juve Stabia    | fine prestito |
| A                | Sebastiano Longo     | Fano           | fine prestito |
| A                | Enej Marsetić        | Koper          | definitivo    |
| A                | Manuel Nocciolini    | Sambenedettese | fine prestito |
| A                | Luca Siligardi       | Crotone        | fine prestito |
| A                | Muhamed Tehe Olawale | TPS            | fine prestito |
| A                | Emmanuel Tannor      | IFK Göteborg   | definitivo    |

| Cessioni         | Cessioni             | Cessioni           | Cessioni                                 |
| R.               | Nome                 | a                  | Modalità                                 |
| ---------------- | -------------------- | ------------------ | ---------------------------------------- |
| D                | Giacomo Ricci        | Venezia            | prestito                                 |
| C                | Jacopo Dezi          | Venezia            | definitivo                               |
| C                | Matteo Scozzarella   | Monza              | definitivo                               |
| A                | Andrea Adorante      | Virtus Francavilla | prestito                                 |
| Altre operazioni |                      |                    |                                          |
| R.               | Nome                 | a                  | Modalità                                 |
| P                | Edoardo Corvi        | Legnago            | prestito                                 |
| D                | Alessandro Circati   | Perth Glory        | definitivo                               |
| D                | Matteo Darmian       | Inter              | riscatto del cartellino (2,50 milioni €) |
| P                | Andrea Dini          | Padova             | prestito                                 |
| D                | Abdoul Bane          | Gozzano            | prestito                                 |
| D                | Redi Kasa            | Fermana            | prestito                                 |
| D                | Michele Laraspata    | Ħamrun Spartans    | prestito                                 |
| C                | Gabriele Carannante  | Turris             | prestito                                 |
| C                | Giuseppe Carriero    | Avellino           | definitivo                               |
| C                | Moussa Kone          | IFK Mariehamn      | prestito                                 |
| C                | Mateo Likaxhiu       | Torres             | svincolato                               |
| A                | Francesco Golfo      | Catania            | prestito                                 |
| A                | Sebastiano Longo     | Casertana          | definitivo                               |
| A                | Manuel Nocciolini    | Renate             | prestito                                 |
| A                | Luca Siligardi       | Reggiana           | prestito                                 |
| A                | Muhamed Tehe Olawale | IFK Mariehamn      | prestito                                 |

## Risultati

### Serie A

#### Girone di andata
| Arbitro: | Mariani (Aprilia) |

|  |           |                            |
|  | Marcatori | 63’ Mertens 77’ L. Insigne |

| Arbitro: | Valeri (Roma) |

|                                               |           |             |
| Soriano 16’, 30’ Skov Olsen 56’ Palacio 90+1’ | Marcatori | 67’ Hernani |

| Arbitro: | Giua (Olbia) |

|           |           |  |
| Kurtić 1’ | Marcatori |  |

| Arbitro: | Fabbri (Ravenna) |

|                                            |           |                         |
| Samir 28’ Iacoponi 52’ (aut.) Pussetto 88’ | Marcatori | 26’ Hernani 70’ Karamoh |

| Arbitro: | Marini (Roma) |

|                                 |           |                        |
| Gagliolo 34’ Kucka 90+3’ (rig.) | Marcatori | 28’ Chabot 31’ Agudelo |

| Arbitro: | Piccinini (Forlì) |

|                            |           |                   |
| Brozović 64’ Perišić 90+2’ | Marcatori | 46’, 62’ Gervinho |

| Parma 7 novembre 2020, ore 20:45 CET 7ª giornata | Parma           | 0 – 0 referto | Fiorentina | Stadio Ennio Tardini (0 spett.)\| Arbitro: \| La Penna (Roma) \| |
| Arbitro:                                         | La Penna (Roma) |               |            |                                                                  |

| Arbitro: | Manganiello (Pinerolo) |

|                                 |           |  |
| Mayoral 28’ Mxit'aryan 32’, 40’ | Marcatori |  |

| Arbitro: | Mariani (Aprilia) |

|                |           |                   |
| Shomurodov 50’ | Marcatori | 10’, 47’ Gervinho |

| Parma 6 dicembre 2020, ore 15:00 CET 10ª giornata | Parma             | 0 – 0 referto | Benevento | Stadio Ennio Tardini (0 spett.)\| Arbitro: \| Sacchi (Macerata) \| |
| Arbitro:                                          | Sacchi (Macerata) |               |           |                                                                    |

| Arbitro: | Fourneau (Roma) |

|                      |           |                        |
| Hernández 58’, 90+1’ | Marcatori | 13’ Hernani 56’ Kurtić |

| Parma 16 dicembre 2020, ore 20:45 CET 12ª giornata | Parma           | 0 – 0 referto | Cagliari | Stadio Ennio Tardini (0 spett.)\| Arbitro: \| Pezzuto (Lecce) \| |
| Arbitro:                                           | Pezzuto (Lecce) |               |          |                                                                  |

| Arbitro: | Calvarese (Teramo) |

|  |           |                                               |
|  | Marcatori | 23’ Kulusevski 26’, 48’ C. Ronaldo 85’ Morata |

| Arbitro: | Maresca (Napoli) |

|                     |           |           |
| J. Messias 24’, 44’ | Marcatori | 57’ Kucka |

| Arbitro: | Doveri (Roma) |

|  |           |                               |
|  | Marcatori | 8’ Singo 88’ Izzo 90+5’ Gojak |

| Arbitro: | Sacchi (Macerata) |

|                                     |           |  |
| Muriel 15’ D. Zapata 48’ Gosens 61’ | Marcatori |  |

| Arbitro: | Pairetto (Nichelino) |

|  |           |                            |
|  | Marcatori | 55’ L. Alberto 67’ Caicedo |

| Arbitro: | Pezzuto (Lecce) |

|                      |           |           |
| Đuričić 90+4’ (rig.) | Marcatori | 37’ Kucka |

| Arbitro: | Manganiello (Pinerolo) |

|  |           |                       |
|  | Marcatori | 25’ Yoshida 34’ Keita |

#### Girone di ritorno
| Arbitro: | La Penna (Roma) |

|                        |           |  |
| Elmas 32’ Politano 82’ | Marcatori |  |

| Arbitro: | Guida (Torre Annunziata) |

|  |           |                                |
|  | Marcatori | 15’, 33’ Barrow 90+2’ Orsolini |

| Arbitro: | Massimi (Termoli) |

|                             |           |                 |
| Grassi 13’ (aut.) Barák 61’ | Marcatori | 8’ (rig.) Kucka |

| Arbitro: | Irrati (Pistoia) |

|                               |           |                        |
| Cornelius 3’ Kucka 32’ (rig.) | Marcatori | 64’ Okaka 80’ Nuytinck |

| Arbitro: | Orsato (Schio) |

|                |           |                         |
| Gyasi 52’, 72’ | Marcatori | 17’ Karamoh 25’ Hernani |

| Arbitro: | Pasqua (Tivoli) |

|             |           |                  |
| Hernani 71’ | Marcatori | 54’, 62’ Sánchez |

| Arbitro: | Abisso (Palermo) |

|                                                 |           |                                         |
| Quarta 28’ Milenković 42’ Iacoponi 90+4’ (aut.) | Marcatori | 32’ (rig.) Kucka 72’ Kurtić 90’ Mihăilă |

| Arbitro: | Piccinini (Forlì) |

|                               |           |  |
| Mihăilă 9’ Hernani 55’ (rig.) | Marcatori |  |

| Arbitro: | Doveri (Roma) |

|           |           |                   |
| Pellè 16’ | Marcatori | 50’, 69’ Scamacca |

| Arbitro: | Massa (Imperia) |

|                     |           |                    |
| Glik 23’ Ioniță 67’ | Marcatori | 55’ Kurtić 88’ Man |

| Arbitro: | Maresca (Napoli) |

|              |           |                                |
| Gagliolo 66’ | Marcatori | 8’ Rebić 44’ Kessié 90+4’ Leão |

| Arbitro: | Valeri (Roma) |

|                                                   |           |                                    |
| Pavoletti 39’ Marin 66’ Pereiro 90+1’ Cerri 90+4’ | Marcatori | 5’ Giu. Pezzella 31’ Kucka 59’ Man |

| Arbitro: | Giacomelli (Trieste) |

|                                  |           |             |
| Alex Sandro 43’, 47’ de Ligt 68’ | Marcatori | 25’ Brugman |

| Arbitro: | Rapuano (Rimini) |

|                                      |           |                                               |
| Hernani 29’ Gervinho 49’ Mihăilă 54’ | Marcatori | 14’ Magallán 42’, 69’ (rig.) Simy 45+1’ Ounas |

| Arbitro: | Aureliano (Bologna) |

|             |           |  |
| Vojvoda 63’ | Marcatori |  |

| Arbitro: | Giua (Olbia) |

|                       |           |                                                             |
| Brunetta 78’ Sohm 88’ | Marcatori | 12’ Malinovs'kyj 52’ Pessina 77’, 86’ Muriel 90+3’ Mirančuk |

| Arbitro: | Dionisi (L'Aquila) |

|                |           |  |
| Immobile 90+5’ | Marcatori |  |

| Arbitro: | Piccinini (Forlì) |

|           |           |                                          |
| Alves 32’ | Marcatori | 25’ (rig.) Locatelli 62’ Defrel 69’ Boga |

| Arbitro: | Paterna (Teramo) |

|                                            |           |  |
| Quagliarella 20’ Colley 44’ Gabbiadini 64’ | Marcatori |  |

### Coppa Italia

#### Turni eliminatori
| Arbitro: | Sozza (Seregno) |

|                               |           |             |
| Karamoh 26’, 43’ Adorante 69’ | Marcatori | 90+3’ Nzita |

| Arbitro: | Camplone (Pescara) |

|                   |           |           |
| Brunetta 13’, 39’ | Marcatori | 38’ Corsi |

#### Fase finale
| Arbitro: | Ayroldi (Molfetta) |

|                               |           |             |
| Parolo 23’ Colombi 90’ (aut.) | Marcatori | 83’ Mihăilă |

## Statistiche
Statistiche aggiornate al 22 maggio 2021.

### Statistiche di squadra
| Competizione | Punti | In casa | In casa | In casa | In casa | In casa | In casa | In trasferta | In trasferta | In trasferta | In trasferta | In trasferta | In trasferta | Totale | Totale | Totale | Totale | Totale | Totale | DR  |
| Competizione | Punti | G       | V       | N       | P       | Gf      | Gs      | G            | V            | N            | P            | Gf           | Gs           | G      | V      | N      | P      | Gf     | Gs     | DR  |
| ------------ | ----- | ------- | ------- | ------- | ------- | ------- | ------- | ------------ | ------------ | ------------ | ------------ | ------------ | ------------ | ------ | ------ | ------ | ------ | ------ | ------ | --- |
| Serie A      | 20    | 19      | 2       | 5       | 12      | 16      | 39      | 19           | 1            | 6            | 12           | 23           | 44           | 38     | 3      | 11     | 24     | 39     | 83     | -44 |
| Coppa Italia | -     | 2       | 2       | 0       | 0       | 5       | 2       | 0            | 0            | 0            | 0            | 0            | 0            | 3      | 2      | 0      | 1      | 6      | 4      | +2  |
| Totale       | -     | 21      | 4       | 5       | 12      | 21      | 41      | 19           | 1            | 6            | 12           | 23           | 44           | 41     | 5      | 11     | 25     | 45     | 87     | -42 |

### Andamento in campionato
| Giornata  | 1 | 2  | 3  | 4  | 5  | 6  | 7  | 8  | 9  | 10 | 11 | 12 | 13 | 14 | 15 | 16 | 17 | 18 | 19 | 20 | 21 | 22 | 23 | 24 | 25 | 26 | 27 | 28 | 29 | 30 | 31 | 32 | 33 | 34 | 35 | 36 | 37 | 38 |
| --------- | - | -- | -- | -- | -- | -- | -- | -- | -- | -- | -- | -- | -- | -- | -- | -- | -- | -- | -- | -- | -- | -- | -- | -- | -- | -- | -- | -- | -- | -- | -- | -- | -- | -- | -- | -- | -- | -- |
| Luogo     | C | T  | C  | T  | C  | T  | C  | T  | T  | C  | T  | C  | C  | T  | C  | T  | C  | T  | C  | T  | C  | T  | C  | T  | C  | T  | C  | C  | T  | C  | T  | T  | C  | T  | C  | T  | C  | T  |
| Risultato | P | P  | V  | P  | N  | N  | N  | P  | V  | N  | N  | N  | P  | P  | P  | P  | P  | N  | P  | P  | P  | P  | N  | N  | P  | N  | V  | P  | N  | P  | P  | P  | P  | P  | P  | P  | P  | P  |
| Posizione | 9 | 15 | 11 | 16 | 15 | 15 | 14 | 17 | 16 | 14 | 13 | 14 | 15 | 16 | 16 | 17 | 18 | 18 | 19 | 19 | 19 | 19 | 19 | 19 | 19 | 19 | 19 | 19 | 19 | 19 | 19 | 19 | 19 | 19 | 19 | 20 | 20 | 20 |

Legenda:

Luogo: C = Casa; T = Trasferta. Risultato: V = Vittoria; N = Pareggio; P = Sconfitta.

### Statistiche dei giocatori
| Giocatore             | Serie A  | Serie A | Serie A     | Serie A    | Coppa Italia | Coppa Italia | Coppa Italia | Coppa Italia | Totale   | Totale | Totale      | Totale     |
| Giocatore             | Presenze | Reti    | Ammonizioni | Espulsioni | Presenze     | Reti         | Ammonizioni  | Espulsioni   | Presenze | Reti   | Ammonizioni | Espulsioni |
| --------------------- | -------- | ------- | ----------- | ---------- | ------------ | ------------ | ------------ | ------------ | -------- | ------ | ----------- | ---------- |
| A. Adorante           | 1        | 0       | 0           | 0          | 2            | 1            | 0            | 0            | 3        | 1      | 0           | 0          |
| B. Alves              | 19       | 1       | 3           | 0          | 0            | 0            | 0            | 0            | 19       | 1      | 3           | 0          |
| G. Artistico          | 0        | 0       | 0           | 0          | 1            | 0            | 0            | 0            | 1        | 0      | 0           | 0          |
| B. Balogh             | 3        | 0       | 1           | 0          | 1            | 0            | 0            | 0            | 4        | 0      | 1           | 0          |
| M. Bani               | 15       | 0       | 6           | 0          | 0            | 0            | 0            | 0            | 15       | 0      | 6           | 0          |
| G. Brugman            | 26       | 1       | 7           | 0          | 2            | 0            | 0            | 0            | 28       | 1      | 7           | 0          |
| J. Brunetta           | 12       | 1       | 3           | 0          | 2            | 2            | 0            | 0            | 14       | 3      | 3           | 0          |
| M. Busi               | 24       | 0       | 3           | 0          | 2            | 0            | 0            | 0            | 26       | 0      | 3           | 0          |
| D. Camara             | 1        | 0       | 0           | 0          | 2            | 0            | 0            | 0            | 3        | 0      | 0           | 0          |
| S. Colombi            | 2        | -7      | 0           | 0          | 2            | -3           | 0            | 0            | 4        | -10    | 0           | 0          |
| A. Conti              | 11       | 0       | 3           | 0          | 0            | 0            | 0            | 0            | 11       | 0      | 3           | 0          |
| A. Cornelius          | 29       | 1       | 4           | 0          | 1            | 0            | 0            | 0            | 30       | 1      | 4           | 0          |
| W. Cyprien            | 13       | 0       | 2           | 0          | 2            | 0            | 0            | 0            | 15       | 0      | 2           | 0          |
| M. Darmian            | 3        | 0       | 1           | 0          | 0            | 0            | 0            | 0            | 3        | 0      | 1           | 0          |
| K. Dermaku            | 2        | 0       | 0           | 0          | 0            | 0            | 0            | 0            | 2        | 0      | 0           | 0          |
| J. Dezi               | 2        | 0       | 0           | 0          | 2            | 0            | 0            | 0            | 4        | 0      | 0           | 0          |
| D. Dierckx            | 7        | 0       | 1           | 0          | 1            | 0            | 0            | 0            | 8        | 0      | 1           | 0          |
| R. Gagliolo           | 28       | 2       | 6           | 0          | 2            | 0            | 0            | 0            | 30       | 2      | 6           | 0          |
| Gervinho              | 27       | 5       | 0           | 0          | 0            | 0            | 0            | 0            | 27       | 5      | 0           | 0          |
| A. Grassi             | 23       | 0       | 4           | 0          | 0            | 0            | 0            | 0            | 23       | 0      | 4           | 0          |
| Hernani               | 33       | 7       | 11          | 0          | 2            | 0            | 0            | 0            | 35       | 7      | 11          | 0          |
| S. Iacoponi           | 16       | 0       | 3           | 1          | 2            | 0            | 1            | 0            | 18       | 0      | 4           | 1          |
| R. Inglese            | 14       | 0       | 2           | 0          | 0            | 0            | 0            | 0            | 14       | 0      | 2           | 0          |
| Y. Karamoh            | 24       | 2       | 3           | 0          | 2            | 2            | 0            | 0            | 26       | 4      | 3           | 0          |
| M. Kosznovszky        | 1        | 0       | 0           | 0          | 0            | 0            | 0            | 0            | 1        | 0      | 0           | 0          |
| J. Kucka              | 28       | 7       | 8           | 0          | 0            | 0            | 0            | 0            | 28       | 7      | 8           | 0          |
| J. Kurtić             | 34       | 4       | 5           | 0          | 2            | 0            | 0            | 0            | 36       | 4      | 5           | 0          |
| V. Laurini            | 14       | 0       | 1           | 0          | 0            | 0            | 0            | 0            | 14       | 0      | 1           | 0          |
| D. Man                | 14       | 2       | 1           | 0          | 0            | 0            | 0            | 0            | 14       | 2      | 1           | 0          |
| V. Mihăilă            | 16       | 3       | 2           | 0          | 1            | 1            | 0            | 0            | 17       | 4      | 2           | 0          |
| H. Nicolussi Caviglia | 0        | 0       | 0           | 0          | 2            | 0            | 0            | 0            | 2        | 0      | 0           | 0          |
| Y. Osorio             | 23       | 0       | 2           | 0          | 1            | 0            | 0            | 0            | 24       | 0      | 2           | 0          |
| G. Pellè              | 13       | 1       | 1           | 0          | 0            | 0            | 0            | 0            | 13       | 1      | 1           | 0          |
| G. Pezzella           | 24       | 1       | 7           | 0          | 0            | 0            | 0            | 0            | 24       | 1      | 7           | 0          |
| G. Ricci              | 3        | 0       | 0           | 0          | 3            | 0            | 0            | 0            | 6        | 0      | 0           | 0          |
| M. Scozzarella        | 3        | 0       | 1           | 0          | 2            | 0            | 0            | 0            | 5        | 0      | 1           | 0          |
| L. Sepe               | 36       | -76     | 0           | 0          | 1            | -1           | 0            | 0            | 37       | -77    | 0           | 0          |
| L. Siligardi          | 2        | 0       | 0           | 0          | 0            | 0            | 0            | 0            | 2        | 0      | 0           | 0          |
| S. Sohm               | 18       | 1       | 1           | 0          | 3            | 0            | 0            | 0            | 21       | 1      | 1           | 0          |
| M. Sprocati           | 1        | 0       | 0           | 0          | 2            | 0            | 0            | 0            | 3        | 0      | 0           | 0          |
| C. Traorè             | 3        | 0       | 0           | 0          | 1            | 0            | 0            | 0            | 4        | 0      | 0           | 0          |
| L. Valenti            | 11       | 0       | 0           | 0          | 1            | 0            | 0            | 0            | 12       | 0      | 0           | 0          |
| V. Zagaritīs          | 2        | 0       | 0           | 0          | 0            | 0            | 0            | 0            | 2        | 0      | 0           | 0          |
| J. Zirkzee            | 4        | 0       | 0           | 0          | 0            | 0            | 0            | 0            | 4        | 0      | 0           | 0          |